# Unjadi
Unjadi, pleme australskih Aboridžina s gornjeg toka rijeke Dulhunty i na sjever do gornje Jardine u državi Queensland, poluotok York, Australija. Plemenski teritorij prostirao se na 1,300 km² (500 četvornih milja). Pleme je poznato i pod nazivima Unyadi, Onyengadi, Oyungo, Oyonggo (Tjongkandji naziv), Empikeno (Jathaikana naziv).  

## Vanjske poveznice
- Unjadi (QLD)  Arhivirana inačica izvorne stranice od 29. srpnja 2008. (Wayback Machine)